# سندرا دی اوکانر

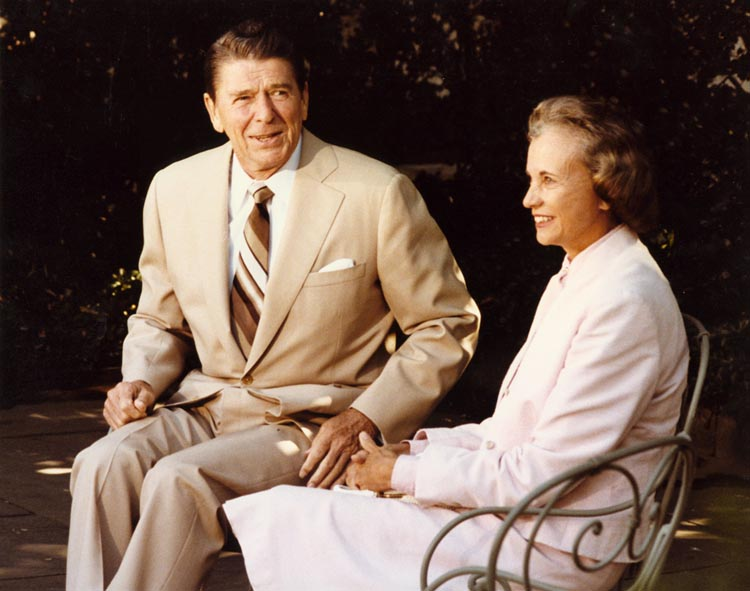
کانر در نزد رونالد ریگان.

سندرا دی اوکانر (به انگلیسی: Sandra Day O'Connor) (زادهٔ ۲۶ مارس ۱۹۳۰ – درگذشتهٔ ۱ دسامبر ۲۰۲۳) قاضی ارشد دیوان عالی ایالات متحده آمریکا بین ۱۹۸۱–۲۰۰۵ میلادی بود. او نخستین زنی است که در تاریخ ایالات متحده آمریکا به مقام عالی قضاوت رسیده‌است. وی ریاست کالج ویلیام و مری را برعهده داشت.

## بیماری و مرگ
در حدود سال ۲۰۱۳، دوستان و همکاران اوکانر متوجه شدند که اوکانر فراموشکار شده و کمتر به عنوان سخنگو ظاهر می‌شود. اما در اکتبر ۲۰۱۸، پس از آنکه تشخیص داده شد اوکانر به مراحل اولیه زوال عقل شبیه آلزایمر مبتلا شده، از فعالیت حرفه‌ای بازنشسته شد.
در ۱ دسامبر ۲۰۲۳، اوکانر در سن ۹۳ سالگی به دلیل عوارض مربوط به زوال عقل پیشرفته و یک بیماری تنفسی در شهر فینیکس درگذشت. پس از مرگ او، جان رابرتس، قاضی ارشد در دیوان عالی ایالات متحده، در بیانیه‌ای او را «یک مدافع سخنور آموزش مدنی» و «مدافع شدیداً مستقل حاکمیت قانون» خواند. لری کریمر، رئیس هیئت مدیره آی سیویکس با نام پیشین «دادگاه‌های‌ما» که یک مؤسسه غیرانتفاعی است، گفت که اوکانر «مهربان و سخاوتمند» بود و اضافه کرد که آی سیویکس «زاده ذهن» اوکانر بود.